# Nikola VIII. Frankapan Tržački
Nikola VIII. Frankapan Tržački (lat. Nicolaus de Frangepanibus) (? - Bosiljevo, 1577.), hrvatski velikaš, tržački knez i protuosmanski ratnik iz velikaške obitelji knezova Frankapana.

## Životopis
Bio je sin kneza Krste II. Frankapana Tržačkog. Sudjelovao je 1535. godine, zajedno sa stricem Vukom I. Brinjskim na zasjedanju Hrvatskog sabora u Topuskom, s kojeg su hrvatski staleži 9. studenog poslali kralju Ferdinandu I. predstavku kojom su od njega tražili ispunjenje obaveza preuzetih na saboru u Cetinu 1527. godine i zaprijetili mu svrgavanjem s prijestolja ako odbije izvršiti svoje obaveze.
Knez Nikola VIII. je bio dužan braniti Tržac i osiguravati sigurnost putova prema Drežniku i Bihaću, za što je dobivao plaću za 60 konjanika. Godine 1543. borio se protiv Osmanlija kod Otočca i 1560., zajedno s Frankapanima Slunjskim na Petrovoj gori. Unatoč naporima da odbije Turke od svojih posjeda, za što mu je kralj Ferdinand I. odobrio izdržavanje 50 konjanika te dodatnih 200 konjanika, postupno je gubio svoja imanja uz rijeku Koranu. Godine 1558. izgubio je područje oko Tržca, a Drežnik 1578. godine. Zato je još 1560. godine kupio Črnomelj u Kranjskoj, gdje je otada uglavnom živio.
Na krunidbi kralja Maksimilijana I. u Požunu, dana 20. kolovoza 1563. godine, Nikola VIII. je imao čast nositi bosansku zastavu. Godine 1573. razmatralo se da ga se instalira na položaj hrvatskog bana, ali odustalo se zbog njegovih poznih godina.
Bio je u braku s kneginjom Dorotejom (Dorom) Babonić Blagajskom, udovicom Leonarda Grubera, od koje je dobio polovicu Samobora i tamošnje rudnike. S njom je imao četvero djece: Stjepana V., Uršulu, Klaru i Gašpara I.

## Vanjske poveznice
- Nikola VIII. Frankapan Hrvatska enciklopedija
- Nikola VIII. Frankapan Tržački Hrvatski biografski leksikon